# A286
A286 é um grupo de rap brasileiro, formado em 1997.

## História
O grupo foi formado em 1997 no bairro Jardim Noronha, em Grajaú, São Paulo, por Moyses, Ivan, Isaack, André e DJ Carlos. Posteriormente, chegaram para integrar o grupo os músicos Reinaldo e Paulo, além do ex-DJ do grupo Facção Central, Erick 12. O grupo tem afiliações junto ao Facção Central, como demonstrado nas músicas "A um Passo" e "Prepara as Algemas". O membro Moysés sofreu um acidente de carro em 2007, na volta do Prêmio Hutúz.
Em 2007, o A286 lançou seu primeiro disco, Além do Crime e da Razão, produzido por Erick 12. O álbum contém 16 faixas, com destaque para "Preparem as Algemas" e "Enquanto  Houver Motivo".
Em 2010, o A286 tem a produção do segundo disco assinada por Erick 12. Exército dos Excluídos é um disco que relata problemas enfrentados na periferia, como o crime, drogas e a violência polícial.
Em 2011, foi lançado o DVD Resistindo a Ação do Tempo. 
Em 2013, Moysés deixa o grupo e passa a integrar o Facção Central, onde não passou muito tempo.

## Discografia
Álbuns de estúdio
- 2007: Além do Crime e da Razão
- 2010: Exército dos Excluídos
- 2015: Prefira a Justiça antes do Perdão
- 2018 sobre paixões e tragedias

DVD
- 2011: Resistindo a Ação do Tempo

Vídeo-Clipes
- 2010: Aciona as Peças
- 2014: Insônia
- 2016: Mundo Mágico dos Anônimos
- 2019: Seja como for

## Prêmios
| Ano  | Prêmio       | Categoria | Ref   |
| ---- | ------------ | --------- | ----- |
| 2008 | Prêmio Hutúz | Revelação | [ 4 ] |